# ГЭС Кырджали
Гидроэлектростанция «Кырджали» — первая ступень каскада гидроэлектростанций на территории южной Болгарии (г. Кырджали, Кырджалийская область), построенная на реке Арда.
Плотина станции образует водохранилище Кырджали. Возводилась в 1957—1963 годах. Плотина бетонная, арочно-гравитационная, высотой 103,5 метров (третье место по высоте в Болгарии). Установленная мощность станции — 106,4 МВт. Среднегодовая выработка — 160 млн кВт·ч.
Станция и её водохранилище представляют собой первую ступень каскада «Нижняя Арда» (болг.). Далее в каскаде — ГЭС Студен кладенец (болг.) и ГЭС Ивайловград, все три станции принадлежат Национальной электрической компании (болг.). Планируется строительство нового каскада станций в верховьях реки.
На станции устроено два водоспуска (правый и левый), также есть дополнительный туннельный водоспуск, использовавшийся во время работ по укреплению берега в 1970-х.
В 2007—2010 годах проведена комплексная реконструкция ГЭС Кырджали, с заменой гидpосилового, электpотехнического и вспомогательного оборудования ГЭС. В реконструкции гидроагрегатов участвовали и российские компании ОАО «Инженерный центр ЕЭС» и ООО «Фирма ОРГРЭС».
Плотина станции — одна из достопримечательностей города, некогда любимое место прогулок горожан. Доступ к плотине ограничен, фотографирование запрещено, на станции есть вооружённая охрана.